# Saturnia valcarceli
Saturnia valcarceli är en fjärilsart som beskrevs av Ramon Agenjo Cecilia 1970. Saturnia valcarceli ingår i släktet Saturnia och familjen påfågelsspinnare. Inga underarter finns listade.